# 于沚
于沚（？—？），號芷園，南直隸鎮江府金壇縣人，明末清初政治人物。

## 生平
崇禎十五年（1642年）壬午科中式應天鄉試第一百四十名舉人，崇禎十六年（1643年）癸未科會試第三百八十六名，二甲第五十八名進士，刑部觀政，十七年授户部廣西司主事。

## 家族
曾祖于明炤，丙子舉人，都察院都事。祖父于玉鳴，恩贡。父于囗，庠生。